# Ariston Ribeiro
Ariston Ribeiro (Pastos Bons), é um político brasileiro, filiado ao PSB. Nas eleições de 2022, foi eleito deputado estadual pelo MA.